# ليويلين جوين
ليويلين هنري جوين (11 يونيو 1863 – 9 ديسمبر 1957) كان أسقفًا أنجليكانيًا ومبشرًا. كان أول أسقف إنجليكاني لمصر والسودان ، وخدم من 1920 إلى 1946.

## النشأة
ولد ليويلين هنري جوين في بريطانيا في 11 يونيو 1863 ، في سوانزي ، جنوب ويلز. بينما كان تلميذًا في مدرسة الأسقف جور ، شجعه مديره على أن يحذو حذو شقيقه تشارلي من خلال متابعة اهتمامه بالكتاب المقدس.
رُسم عام 1886 ، وكان مرشدا في كنيسة القديس تشاد ديربي والقديس أندرو نوتنغهام . ثم كان مسؤلا عن كنيسة إيمانويل في نوتنغهام من 1892 إلى 1899.  كما لعب كرة القدم لفريق ديربي كاونتي . 
بدأ حياته المكرسة خارج ويلز عام 1899 كمبشر مسيحي في شرق إفريقيا. في عام 1905 تم تعيين ليويلين رئيس للشمامسة في لسودان. وفي عام 1908 تم رسامته أسقف مساعد في الخرطوم للأسقف جورج بليث .
بعد أن تم استدعاؤه إلى أوروبا في الحرب العالمية الأولى ، انضم ليويلين إلى الجيش كملحق ديني عسكري . في يوليو 1915 تم تعيينه نائباً للملحق الديني العسكري العام للجيش في فرنسا ، برتبة لواء ،  خدم حتى مايو 1919. 

## أسقف مصر والسودان

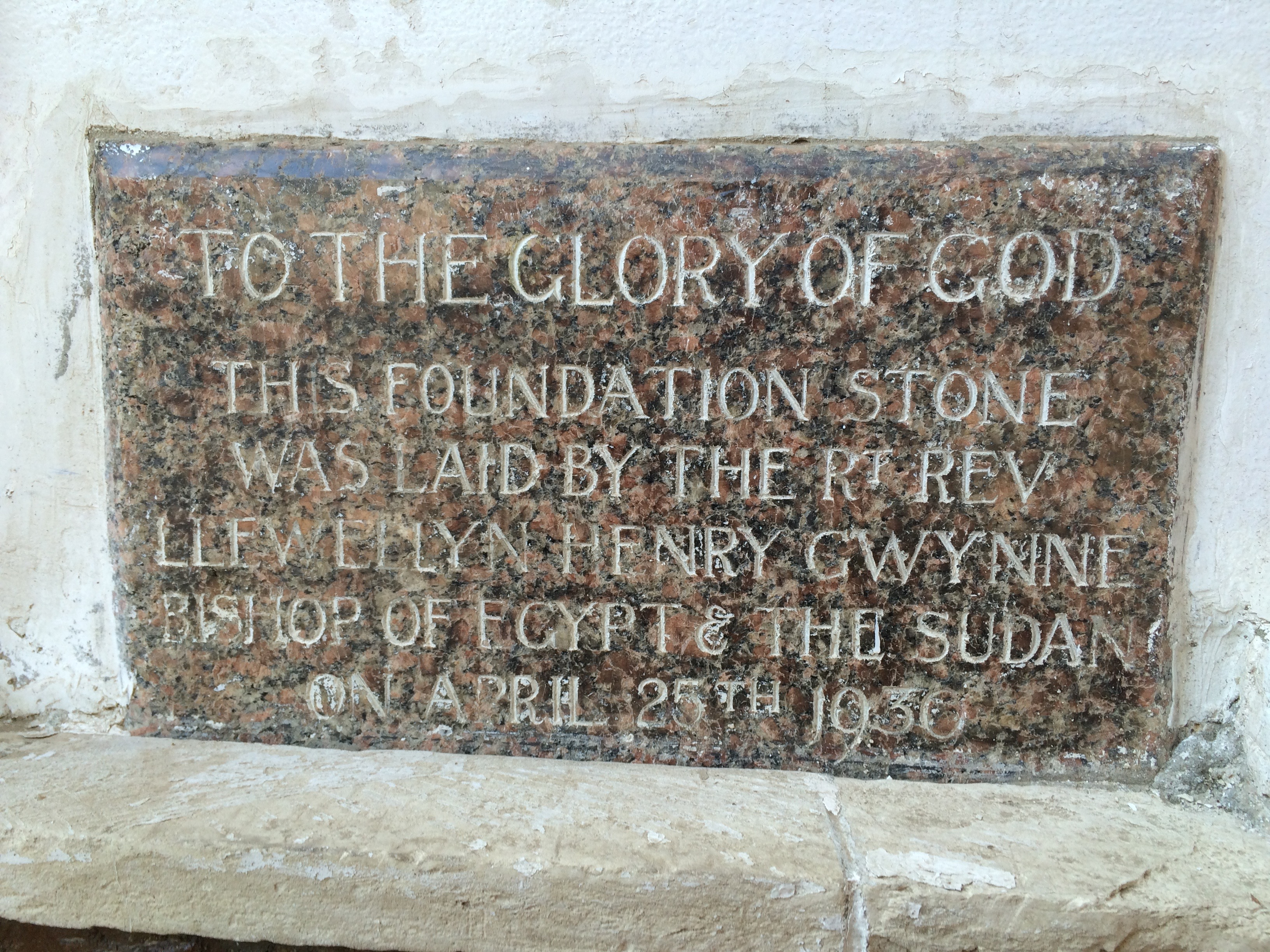
حجر الأساس في أسوان وضعه لويلين جوين عام 1930

عاد الأسقف ليويلين جوين إلى السودان عام 1919. في عام 1920 ، أصبح أسقفًا للأبرشية الأنجليكانية لمصر والسودان. أصبح مقيمًا في القاهرة بمصر ويذهب إلى السودان في زيارات. في عام 1924 ، أقام ليويلين جوين أول خدمة سنوية في كاتدرائية الخرطوم . في عام 1926 ، وقف ليويلين جوين والمفتي (الزعيم الديني للمسلمين) معًا لمباركة خزان سنار الجديد. أسس مدرسة الاتحاد العليا بالخرطوم وافتتحت رسمياً عام 1928. في عام 1929 كرس أول مبنى كنيسة في محطة سكة حديد عطبرة. في عام 1930 وضع الأسقف ليويلين جوين حجر الأساس لكنيسة القديس يوحنا المعمدان في المعادي بالقاهرة.  وفي عام 1937 وضع حجر الأساس لكنيسة الجذام في لوي.
كان الأسقف ليويلين جوين في بريطانيا عند اندلاع الحرب العالمية الثانية لكنه عاد إلى السودان في سبتمبر 1942. تقاعد عن منصبه كأسقف مصر والسودان عام 1946 عندما عاد إلى إنجلترا.
توفي في 9 ديسمبر 1957 عن عمر يناهز أربعة وتسعين عامًا. صليبه معروض في متحف قساوسة الجيش الملكي .

## فهرس
- هوسون ، بيتر. يوميات الحرب العالمية الأولى من Rt. القس. ليويلين جوين ، تموز (يوليو) ١٩١٥ - تموز (يوليو) ١٩١٦ . (2019. وودبريدج: The Boydell Press)
- جاكسون ، القس على النيل . (1960. لندن: SPCK)
- فانتيني ، جيوفاني. المسيحية في السودان . (1981. بولونيا: ناشرو EMI)

## روابط خارجية
- قاموس السيرة المسيحية الأفريقية
- صفحة الويب الرسمية للكنيسة الأسقفية في السودان